# Dercy
Dercy è un comune francese di 375 abitanti situato nell'arrondissement di Laon, dipartimento dell'Aisne della regione dell'Alta Francia.

## Società

### Evoluzione demografica
Abitanti censiti